# Изоиндол
Изоиндол (бенз[c]пиррол) — бициклическое азотсодержащее гетероциклическое соединение. Бесцветные кристаллы, разлагающиеся при комнатной температуре.
Является таутомером 1H-изоиндола (изоиндоленина). При комнатной температуре равновесие в реакции сдвинуто в сторону 2H-изоиндола.

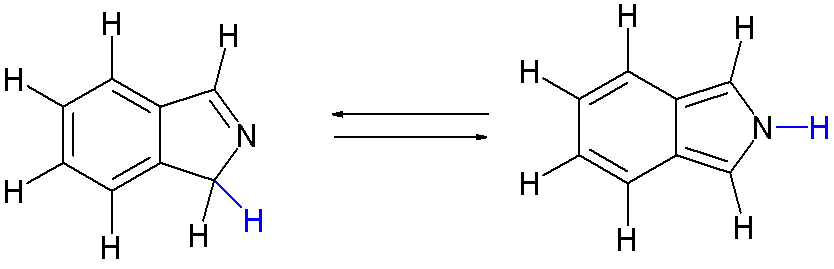
1H-изоиндол (слева) и 2H-изоиндол (справа)

Имеет высокую реакционную способность, легко окисляется на воздухе. Наличие заместителей (особенно в положениях 1 и 3, обладающих наибольшей реакционной способностью) снижает склонность изоиндола к окислению и полимеризации.

## Получение
Одним из методов получения изоиндола является быстрый пиролиз веществ, содержащих легко удаляемые группировки. При пиролизе 7-азабензонорборнена изоиндол получается в смеси с изоиндоленином, но при хранении при комнатной температуре изоиндоленин полностью превращается в изоиндол.